# 荷蘭丙組足球聯賽
荷蘭丙組足球聯賽（荷蘭語：Tweede Divisie，荷蘭語發音：[ˈtʋeːdə diˈvizi]，意为“第二联赛”），簡稱荷丙，是荷蘭足球聯賽系統的第 3 級別，亦是業餘聯賽的最高級別，位於荷甲及荷乙之下，2021/22球季起由賭場Jack's Casino冠名贊助。